# 史瓦帝人
史瓦帝人是非洲南部的一個民族。他們是班圖人的一支，生活在史瓦帝尼和南非和莫桑比克南部，說史瓦帝語。
史瓦帝的獨立狀態起源於十八世紀，結合了恩古尼人和索托人元素。本來，索托居住在史瓦帝尼的北部地區，Nguni居住在南部地區。自1820年以來，索托人就受制於Ngwane（恩格瓦尼）部落的Nguni酋長Sobhuza I。他的兒子Mswati II最終征服Sotho，完成了統一。說Sotho話的人民在這個過程中被吸收或被拆除，來自誇祖魯 - 納塔爾（KwaZulu-Natal）地區的大量Nguni難民也加入了史瓦帝尼，形成了今日的史瓦帝尼。

## 民族分佈、人口與語言

### 民族分布和人口
史瓦帝人主要分布在非洲的史瓦帝尼和南非普馬蘭加省，1880年代後，史瓦帝人在南非的人口數已超過在史瓦帝尼的人口，分別約為120萬和130萬人。

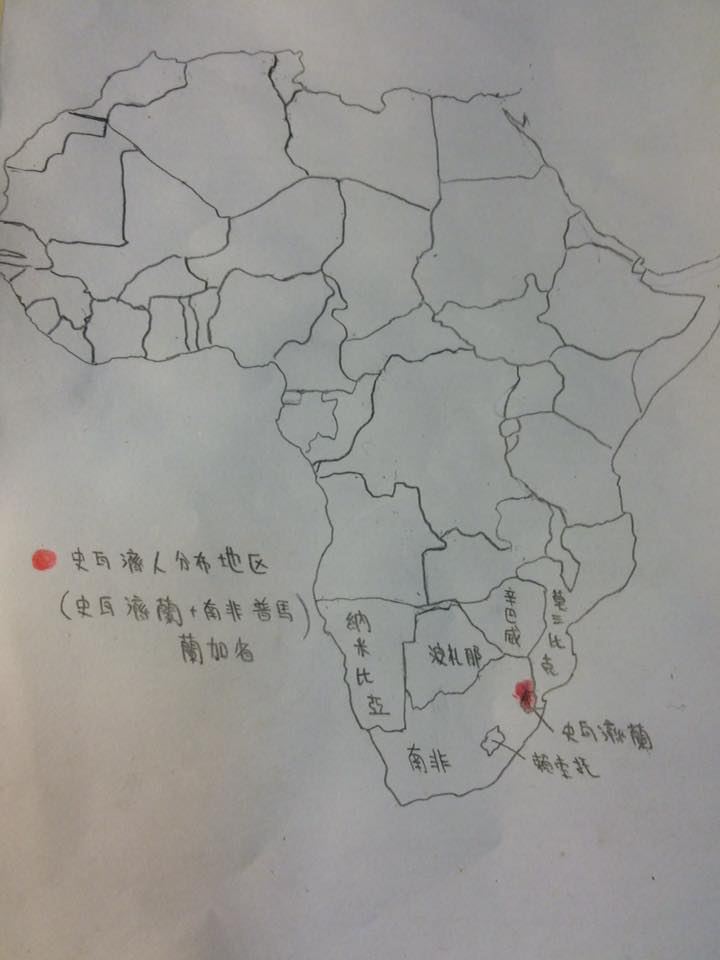
史瓦帝人手繪分布圖

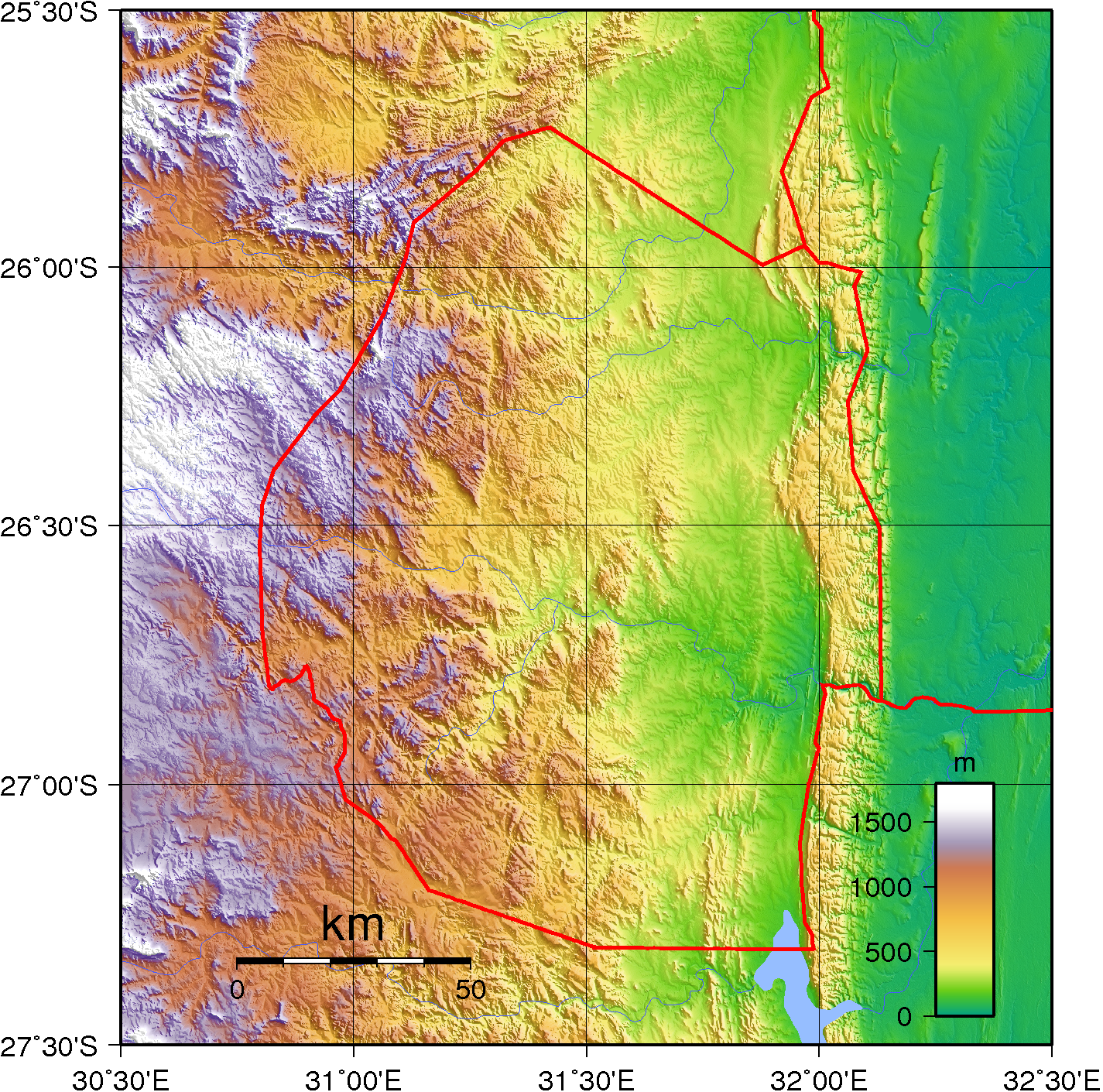
Swaziland Topography

### 語言
史瓦帝人的主要語言是史瓦帝語，也會說英語還有南非荷蘭語。史瓦帝尼獨立以前，祖魯語被使用於文學和教育上，所以許多史瓦帝人也會說祖魯語。

#### 史瓦帝語
史瓦帝語（siSwati，[siswatʼi]）屬於班圖語支，在非洲南部的使用者主要為史瓦帝尼和南非的史瓦帝人，約300萬。史瓦帝語和英語同為史瓦帝尼的官方語言，也是南非的官方語言之一，史瓦帝尼和南非普馬蘭加省（特別是原卡恩格瓦尼地區）的學校中會教史瓦帝語，以拉丁字母書寫。
語系
尼日-剛果語系
- 大西洋-剛果語族
  - 貝努埃-剛果語支
    - 南類班圖語支
      - 班圖語支
        - 南班圖語支
          - 恩古尼語支
            - 特克拉（Tekela）語支
              - 史瓦帝語

## 地理環境
史瓦帝人居住的地方氣候屬南半球亞熱帶型，每年十月至隔年三月是雨季。地形西高東低，從東部的低地平原，到中部的丘陵草原，乃至西部的高山高原區，隨著地勢越高，降雨量越多、氣溫越低。最低點是大蘇圖河，21米，最高的是Emlembe，為1862米。
| Spring | September – October | 18 °C（64.4 °F） |
| Summer | November – March    | 20 °C（68 °F）   |
| Autumn | April – May         | 17 °C（62.6 °F） |
| Winter | June – August       | 13 °C（55.4 °F） |

## 歷史沿革
史瓦帝人是班圖人底下恩古尼人的一支，源於15世紀的東南非，先遷入莫三比克，然後再到現今的史瓦帝尼。恩格瓦尼人至今仍被用來指稱史瓦帝人。史瓦帝人是說班圖語，以恩古尼語言和文化為主的人。

South Africa - population migrations

### 早期定居
作為恩古尼向南擴張的一部分，史瓦帝人在15世紀末穿越林波波河並定居在馬普托附近（莫三比克南部）。
根據紀錄，恩格瓦尼人在1600年左右進入現今史瓦帝尼的領土。在Dlamini III的領導下，他們於1750年定居於Pongola河和Lubombo山的交界處。Dlamini III的繼任者為Ngwane III，Ngwane III建立Ngwane王國，被認為是現代史瓦帝尼王國的第一任國王。因為他們搬到Pongola河上非常接近Ndwandwe 人的地方，與Ndwandwe 人不斷的衝突迫使他們往北邊移動、遷都Shiselweni地區的zombodze 
1815年，Sobhuza I（Somhlolo）成為史瓦帝尼的國王，在史瓦帝尼中部建立了史瓦帝勢力。在這裡，史瓦帝人藉由征服說索托和恩古尼語的眾多小部落繼續他們的擴張，建立一個今天被稱為史瓦帝尼的複合國家。Sobhuza I的統治發生在Mfecane戰爭（導因於Shaka 掌管下祖魯邦的擴張）期間，Sobhuza憑著高超的外交手段使史瓦帝尼王國免於遭受波及。在Sobhuza的領導之下，恩古尼和索托人還有其餘的桑人群體被合併到史瓦帝國。而當時史瓦帝尼現在的邊界完全在德拉米尼國王們的統治之下。
在1830年代後期，史瓦帝人與布爾人發生了初步的接觸，布爾人在血河戰役中打敗了祖魯人，並在後來成為南非共和國的領土上定居。為了和平共處，史瓦帝尼領土割讓了很大一部份領土給在1840年代定居在萊登堡附近地區的德蘭士瓦布爾人。史瓦帝人的領土和他們的國王Mswati II得到德蘭士瓦和英國的承認。
Mswati II是史瓦帝尼王國史上最偉大的戰鬥國王，在他的統治時期，史瓦帝尼進一步統一和擴張，人民和他們的國家變成現在我們所知道的樣子。因此，今日“史瓦帝人”的標籤適用於所有效忠史瓦帝國王的人。

### 1868-1899
不久後在Mbandzeni國王統治時期，許多商業、土地、礦業特許權授予英國和布爾定居者。這一舉動導致土地進一步流失到南非共和國，造成許多史瓦帝人口是居住於史瓦帝尼境外的南非。1868年，德蘭士瓦共和國試圖合併史瓦帝尼。史瓦帝尼發生繼位爭奪（Mbandzeni v.s. Mbilini waMswati）。德蘭士瓦的布爾人希望通過支持穆班增尼來維護自己在史瓦帝尼的權威。1879年，也就是祖魯戰爭（英祖戰爭）那一年，Mbilini 與祖魯王國的國王結盟合作，所以穆班增尼幫助了英國控制德蘭士瓦。作為回報，史瓦帝尼受到英國的保護，以防止布爾人和祖魯人的侵犯。1881年第一次布爾戰爭後所簽定的普勒托利亞協定承認史瓦帝尼的獨立並訂定了它的邊界。

### 布爾戰爭和英國統治時期
史瓦帝尼間接的捲入第二次布爾戰爭（1899－1902）。當時史瓦帝年齡團在內部衝突期間在國內遊走，南非當局擔心暴動會擴張到史瓦帝尼西南方邊界，南非共和國便把當地的波爾人撤離。英國則擔憂來自莫三比克的供應物資會被從史瓦帝尼走私給波爾人。史瓦帝皇后擔心波爾人會干預她孫子Sobhuza二世和Masumphe的繼位爭議，她便和一位地方行政官溝通，並準備如果有需要就逃到他那邊。Johnannes Smuts保證英國並沒有忘記史瓦帝，英國代表會早日返回史瓦帝。一位高階軍官也被說服與這位皇后進行外交接觸，他的代表說服皇后三件事：第一，阻止波爾人佔領山區。第二，正式請求英國的保護。第三，在史瓦帝發生的濫殺必須終止。
英國和史瓦帝尼的接觸在圍攻Komatipoort（一個附近的南非要塞）後更扮演重要角色。波爾人和英國持續和史瓦帝尼尼有接觸並有小衝突直到戰爭結束。
1902年布爾戰爭之後，史瓦帝尼成為英國的保護國。英國於1903年聲稱對史瓦帝尼的統治權，而史瓦帝尼於1968重獲獨立。

## 社會、家庭與婚姻

### 社會組織
年齡級
為了戰爭和勞動的需要，所有的史瓦帝尼男人都根據年齡被編入一個年齡團（libutfo），成為效忠國王的戰士和重要勞動力，在這群體的每個人一生都維持緊密的關係。國王一年會召來他們四次，分別是印克瓦拉祭典、除國王高粱田的草、收成高粱和脫穀的時候。
國王大約每五年就會宣稱一個新年齡團的組成，此時前任的年齡團成員就可以結婚了。
現今，最年輕的年齡團仍然被用為皇家家園和土地的勞動力。工作團隊在牛棚跳 hlehla舞來開始和結束一天，並在舞蹈中讚揚自己的成就。

### 家庭結構
在家，稱為umnumzane的家族長是一家之長，過去通常實行一夫多妻制。家族長是所有家庭事務的中心且通常有很多個老婆。他通過建立榜樣、指導他的老婆關於所有關於家庭的社會事務，也尋求他家族更大的生存。他也會花時間和年輕的男孩們社交，教導他們社會對他們成長過程和成人期的期許，而這些男孩通常是他的兒子或近親。

### 婚姻與親屬關係
史瓦帝人曾經偏好姊妹共夫制。父系的權利經由男人的家族給女人的家族聘禮（通常為牛隻）獲得，婚後實行從夫居。女人在婚姻中保有她父親的氏族名，小孩則獲得他們父親的氏族名。現今仍存在的婚姻形式有：自由戀愛、包辦婚姻（父母之命、媒妁之言的婚姻）、搶奪婚。
| 史瓦帝尼親屬稱謂 | 對應親屬稱謂                           |
| ---------------- | -------------------------------------- |
| ubabe            | 父親                                   |
| ubabe lomkhulu   | 伯伯                                   |
| ubabe lomncane   | 叔叔                                   |
| ubabe lomncane   | 姑姑                                   |
| umake            | 母親和爸爸的其他老婆們 媽媽的姊妹 嬸嬸 |
| umalume          | 舅舅 舅媽                              |

## 產業與生活

### 產業

#### 傳統經濟
史瓦帝尼的家戶專注在賴以為生的農業，主要為玉米、高粱、豆類、花生和甘藷。玉米事實上直到19世紀中期才被引進並逐漸取代高粱成為主食。儘管農業對於家戶的經濟非常重要，牛才是財富和身分地位的基礎。牛群不僅提供食物和衣服，也有更重要的經濟和儀式目的。

#### 現況
史瓦帝尼的甘蔗是主要出口作物。林木、礦產資源豐富，為史瓦帝尼人帶來不少外匯。

### 生活
食
史瓦帝人的菜餚主要取決於季節和地理區域。史瓦帝人的主食包括高粱和玉米，經常還有山羊肉。也經常食用玉米糊。
衣
男孩和男人穿著特定動物製成的遮襠布。女孩穿著草裙；有小孩的女人穿著牛皮製的裙子，把頭髮盤成蜂窩或圓麵包的形狀。已婚女人穿著羊皮製的及肩圍裙。
住
史瓦帝人主要的社會結構單位是家戶，是一個由乾草覆蓋的傳統風箱小屋。每一個妻子擁有自己的小屋和庭院，被蘆葦圍欄包圍著。有三個不同結構用來睡覺、烹飪和儲存（釀酒）。在較大的家屋有侍從宿舍和客房的結構。
傳統家園中心是牛棚，一個由大圓木所環繞的圓形區域，以樹枝填滿其縫隙。牛棚作為一個儲存財富（家畜和穀物）的地方和聲望的象徵，有儀式和實際意義。牛棚對面是最尊貴的小屋，由家族長的母親佔據。
教育
傳統上，當女孩初經來潮就會被隔離在一間小屋，並由年長的婦女教導她。目前史瓦帝尼的教育體系為，從六歲起讀7年的初等教育再讀5年的二等教育，而史瓦帝尼也有高等教育與一個聯合世界大學。

## 信仰與習俗

### 宗教信仰

#### 傳統信仰
巫醫是傳統的先知，由特定家族的祖先選定。巫醫的訓練過程叫做＂kwetfwasa＂。訓練結束後，畢業典禮會在一個所有當地的巫醫可以一起享受盛宴和跳舞的地方舉辦。巫醫被諮詢的原因有很多，例如生病或死亡的原因。他的診斷是以＂kubhula＂為基礎，這是一個與超自然力量溝通的過程。
傳統的史瓦帝尼宗教承認一個至高無上的神或創世主，但更重要的是祖先的靈魂。史瓦帝尼宗教中提及一個被稱為Mvelincant的創世主。然而Mvelincant太過遙遠了，所以祖先的靈魂emadloti在日常生活更為相關且重要。史瓦帝人宰殺野獸和釀酒來取悅祖靈以尋求祖靈的幫忙。儀式通常以家庭為單位進行，與出生、死亡和結婚密切結合。

#### 基督教
基督教在1844年開始在史瓦帝尼發展，當時一個在南非召開的Wesleyan傳教士會議回應Mswati II 要傳教士來傳教的請求，James Allison、Richard Giddy和兩個來自橙色自由之州的索托佈道師來到史瓦帝尼。雖然約80% 的史瓦帝人宣稱自己為基督徒，但僅有約27%的人活躍於教會。報告指出約一半以上的史瓦帝人是非洲獨立教會的成員。雖然該運動提倡基督教屬靈恩賜，像是治癒和說方言，然而史瓦帝人仍十分強調傳統習俗和實踐。

### 生命禮俗
1. 出生禮
小孩出生後不久，要收集代表他氏族的植物和動物毛髮並燒掉，而小孩吸入其產生的煙霧來促進他們的幸福安康。[11]
2. 婚禮
通常婚禮Umtsimba 是在乾季（七、八月）的周末舉行。新娘和他的親戚會在星期五傍晚去新郎的家，星期六早上在附近的河邊進行新娘派對，吃著新郎家提供的獸肉（牛、羊），下午在新郎的家跳舞。星期日上午，新娘由她的女性親戚陪伴，用一個茅刺入男人牛棚的土地，之後她就被塗上赭紅色顏料(沒有女人可以被塗兩次)，然後新娘送禮物給新郎和她的親戚。[11]
3. 喪禮
普通人被埋葬在家屋旁，國王和皇室成員則埋葬在山洞中。葬禮非常重要，因為它時常是舉行大家庭會議的方式。葬禮過一個月後大家又會再度聚集來洗去死亡的汙染。[11]

### 節慶

#### 印克瓦拉祭典
又被稱作「水果節」，通常在12月或一月舉行，是史瓦帝尼最重要的節日。它象徵了國王開啟了享受今年豐收的慶典，也象徵了國王統一史瓦帝民族的要素和其統治權力。各部落勇士們徒步到莫三比克的海邊取水，再原路走回王宮所在地（羅般拔）的皇家牛棚，將一些農作物、河水和印度洋的海水獻給國王，此時國王從短暫的閉門潛修中出關，在人群面前跳舞並吃點南瓜，代表史瓦帝人可以開始享受盛宴，並伴隨著歌曲和舞蹈。此慶典可追溯至19世紀早期。

#### 蘆葦節
又稱「蘆葦之舞」，通常在八月或九月舉行。女孩割蘆葦並將它們呈現給國王的母親，並跳舞。此典禮的目的不僅是維護女孩的貞節和提供勞動給女王的母親，也是在讓國王選妻。此慶典可追溯至前殖民時代。

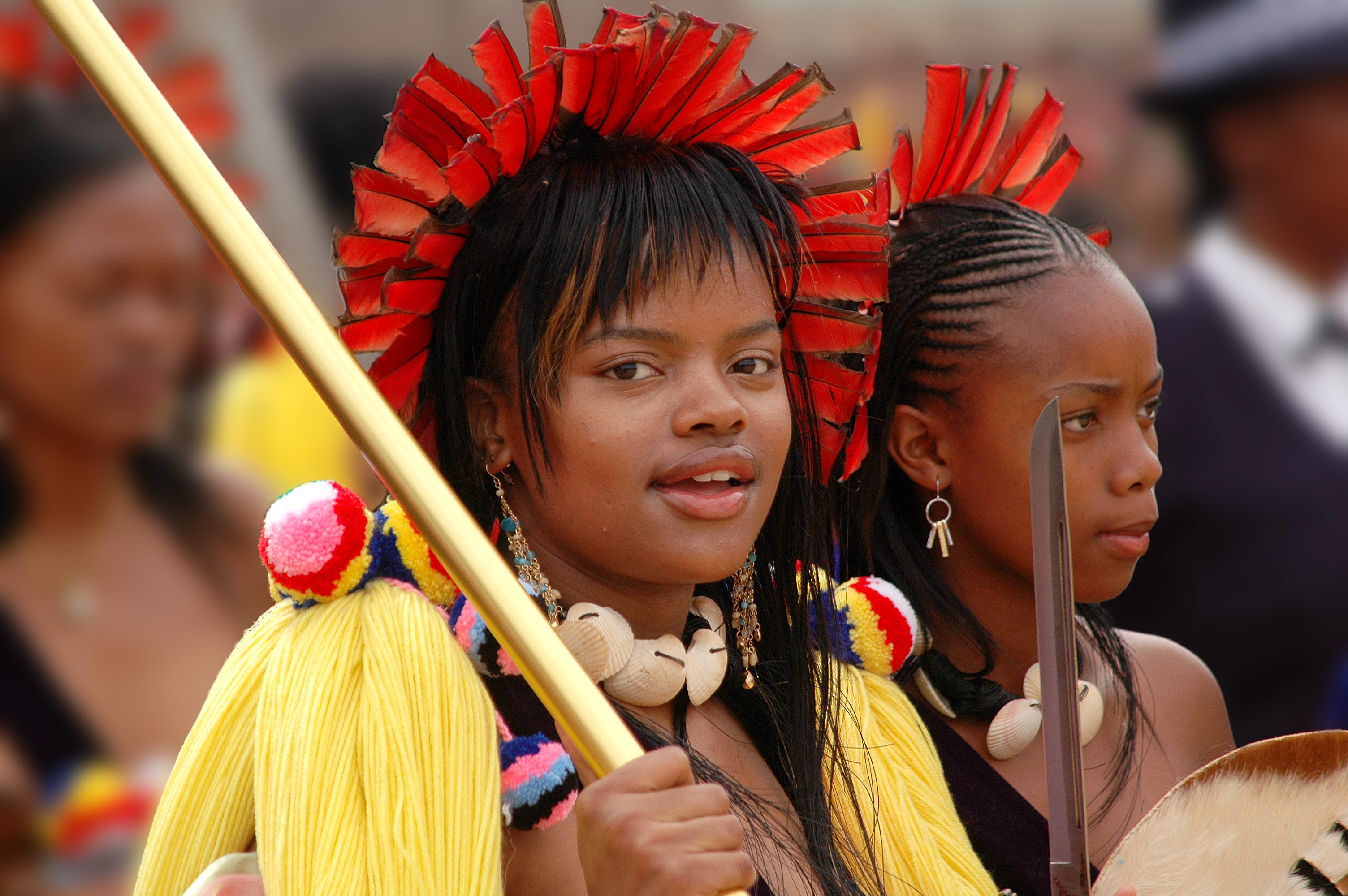
Princess Swaziland 015

## 文學與藝術

### 文學
雖然史瓦帝人沒有很多手寫文學，但有很多口傳文學。老年人是更受尊重的說故事者。

### 音樂舞蹈
Sibhaca Dance
Sibhaca是由來自王國各地的男子所表演的激烈舞蹈。表演者穿著五顏六色的裙子，並用馬海毛裝飾他們的腿、手。他們伴隨著傳統音樂和有節奏的傳統歌謠，一致地踩踏著腳。典型的Sibhaca可以持續長達兩三個小時，其中包含各種不同的旋轉，歌曲和風格型式。
Lustsango Reed Dance
這場舞蹈伴隨著已婚和未婚婦女切割蘆葦，表現出對Ngwenyama（國王）和Ndlovukati（母后）的忠誠。五彩繽紛的Lutsango蘆葦舞持續四天，由eMakhosikati（皇后）領導。

### 工藝
工匠是一個且需要長時間當學徒來學習的世襲職業，並圍繞著禁忌。它曾經是最嚴苛而有報酬的工業藝術。工匠所製作的鐵鋤頭，刀和各種矛有大量的需求。製作鐵器的地方離家戶有一段距離，並禁止女人靠近。
木雕師傅並不需要長時間當學徒，也沒有像巫醫和鐵匠的身分地位。木雕現今仍然重要，但僅限於功能性的物品，如碗盤湯匙。
至於陶器的製作則是由婦女負責。

## 現況
現在史瓦帝人居住於史瓦帝尼和南非。在南非的史瓦帝人後裔一般是由說史瓦帝語或其方言來識別。還有許多史瓦帝尼移民到南非求學和尋找工作機會。在史瓦帝尼，史瓦帝人包括史瓦帝尼公民，不論種族。

### 議題
現今史瓦帝人受到愛滋病和肺結核威脅，平均壽命非常短。